# Phrurolithus thracia
Espèce
Phrurolithus thracia est une espèce d'araignées aranéomorphes de la famille des Phrurolithidae.

## Distribution
Cette espèce se rencontre en Grèce dans le parc national de Dadiá-Lefkími-Souflí et en Turquie vers Edremit,,.

## Description
Le mâle holotype mesure 2,0 mm et la femelle paratype 2,19 mm.

## Étymologie
Son nom d'espèce lui a été donné en référence au lieu de sa découverte, la Thrace.

## Publication originale
- Komnenov, Pitta, Zografou & Chatzaki, 2016 : « Discovering the still unexplored arachnofauna of the National Park of Dadia-Lefkimi-Soufli, NE Greece: a taxonomic review with description of new species. » Zootaxa, no 4096(1), p. 1-66.